# Discover and Download
Discover and Download to emitowana przez MTV seria programów dotyczących debiutujących na scenie muzcznej, początkujących artystów. Podobnie jak inny program o podobnej formule, You Oughtta Know, emitowany przez VH1, oglądając Discover & Download można poznać muzykę oraz charakterystykę wykonawców, którzy stawiają swoje pierwsze kroki na muzycznej scenie.
Dotychczas zaprezentowani artyści to:
- The Academy Is...
- Armor for Sleep
- Gym Class Heroes
- Cartel
- Head Automatica
- Lupe Fiasco
- Panic! at the Disco
- Cheyenne Kimball
- The Red Jumpsuit Apparatus
- The Pink Spiders
- Cham
- Under the Influence of Giants
- Say Anything
- Plain White T’s
- Lady Sovereign
- Jibbs
- Jim Jones
- Meg & Dia
- Shiny Toy Guns
- TV on the Radio
- Rich Boy
- Mika
- Lily Allen
- Silversun Pickups
- Robin Thicke
- Madina Lake
- Amy Winehouse
- The Fratellis
- MIMS
- Mastodon
- Cold War Kids
- Secondhand Serenade
- Huey
- Lil’ Boosie
- The Almost
- Klaxons
- Boys Like Girls
- Lil Mama
- Mute Math (Lipiec 2007)
- Paramore (Lipiec 2007)
- Plies (Lipiec 2007)
- Yung Berg (Lipiec 2007)